# Alysia luteostigma
Alysia luteostigma är en stekelart som beskrevs av Papp 1993. Alysia luteostigma ingår i släktet Alysia och familjen bracksteklar. Inga underarter finns listade i Catalogue of Life.